# 2510 Shandong
A 2510 Shandong (ideiglenes jelöléssel 1979 TH) a Naprendszer kisbolygóövében található aszteroida. A Bíbor-hegyi Obszervatóriumban fedezték fel 1979. október 10-én.